# Kraton (Bangkalan)
Kraton is een bestuurslaag in het regentschap Bangkalan van de provincie Oost-Java, Indonesië. Kraton telt 7117 inwoners (volkstelling 2010).